# Tetritsqaro (distrikt)
Tetritsqaro (georgiska: თეთრიწყაროს მუნიციპალიტეტი, Tetritsqaros munitsipaliteti) är ett distrikt i regionen Nedre Kartlien i sydöstra Georgien. Huvudort är Tetritsqaro.
Distriktet har en yta på 1 175 km² och hade 2014 en befolkning på 21 127 personer.